# Lewis Sullivan
Pour les articles homonymes, voir Lewis et Sullivan.
Lewis Sullivan, né le 29 mai 1995 à Hazel Green, en Alabama aux États-Unis, est un joueur américain de basket-ball évoluant au poste d'ailier fort au KK Split.

## Biographie

### Carrière universitaire
Entre 2014 et 2019, il joue pour les Blazers de l'UAB à l'université de l'Alabama à Birmingham.

### Carrière professionnelle

#### Khimik Youjne (2019-2021)
Le 20 juin 2019, automatiquement éligible à la draft 2019 de la NBA, il n'est pas sélectionné.
Durant l'été 2019, il signe son premier contrat professionnel avec l'équipe ukrainienne du Khimik Youjne.
Le 17 août 2020, il prolonge son contrat avec Khimik.
Le 7 octobre 2020, il est nommé MVP de la coupe d'Ukraine.

#### Orasi Ravenna (2021-2022)
Le 30 août 2021, il signe un contrat avec l'équipe de seconde division italienne d'Orasi Ravenna (en), basée à Ravenne.

#### KK Split (2022-2023)
Durant l'été 2022, il signe avec l'équipe croate du KK Split.

#### Chorale de Roanne (juin - nov. 2023)
Le 14 juin 2023, il signe avec l'équipe française de la Chorale de Roanne.

#### Retour au KK Split (depuis nov. 2023)
Le 12 novembre 2023, il quitte Roanne pour retourner au KK Split.

## Palmarès

### En club
- Vainqueur de la coupe d'Ukraine en 2020

### Distinction personnelle
- MVP de la coupe d'Ukraine en 2020

## Statistiques

### Universitaires
Les statistiques de Lewis Sullivan en matchs universitaires sont les suivantes :
| Saison    | Équipe   | Matchs   | Titul.   | Min./m   | % Tir    | % 3pts   | % LF     | Rbds/m.  | Pass/m.  | Int/m.   | Ctr/m.   | Pts/m.   |
| --------- | -------- | -------- | -------- | -------- | -------- | -------- | -------- | -------- | -------- | -------- | -------- | -------- |
| 2014-2015 | UAB      | 26       | 0        | 8,1      | 38,0     | 26,3     | 75,0     | 1,85     | 0,54     | 0,23     | 0,15     | 1,88     |
| 2015-2016 | UAB      | 33       | 1        | 12,4     | 60,4     | 25,0     | 67,2     | 2,55     | 0,76     | 0,33     | 0,30     | 4,79     |
| 2016-2017 | UAB      | Redshirt | Redshirt | Redshirt | Redshirt | Redshirt | Redshirt | Redshirt | Redshirt | Redshirt | Redshirt | Redshirt |
| 2017-2018 | UAB      | 33       | 5        | 19,0     | 57,2     | 25,0     | 68,8     | 4,39     | 0,85     | 0,48     | 0,58     | 7,21     |
| 2018-2019 | UAB      | 35       | 35       | 27,1     | 53,1     | 38,5     | 69,7     | 6,80     | 0,97     | 0,83     | 0,40     | 12,31    |
| Carrière  | Carrière | 127      | 41       | 17,3     | 54,1     | 33,7     | 69,0     | 4,06     | 0,80     | 0,49     | 0,37     | 6,90     |